# Turua
Turua est un petit village localisé sur les berges de la rivière Waihou dans la plaine d’Hauraki (en), au sud-est de la cité d’Auckland dans l’île du Nord de la Nouvelle-Zélande.

## Toponymie
Turua est une place de nom Maori signifiant "vu deux fois," faisant référence aux réflexions de la rivière.

## Population
En 2006, il y avait 441 habitants dans la ville de Turua, avec un effectif de 184 élèves dans l’école primaire de Turua.

## Histoire
Avant l’installation européenne, le site de la ville fut un  pā Maori entouré d’une vaste forêt de kahikatea, qui devint connue comme le Turua Woods.
À la fin du XIXe siècle, le village de Turua devint un des sites les plus importants de l’exploitation des kahikatea en Nouvelle-Zélande quand la famille de George et Martha Bagnall achetèrent une scierie à Turua en 1875.
Sur les 40 années suivantes, les baraques en bois de kahikatea entourant la ville furent remplacées par des petites fermes familiales.